# اعتذاریه
اعتذاریه شعری است که شاعر پس از اینکه ممدوحش بر او خشم گرفت یا او را عتاب و دربند کرد، می‌سراید و ضمن آن می‌کوشد خود را تبرئه کند یا پوزش بطلبد، مانند قصیده‌ای از مسعود سعد.
| از کردهٔ خویش پشیمانم |  | جز توبه رو دگر نمی‌دانم |

## منبع
- شریفی، محمد (۱۳۸۷).  محمد‌رضا جعفری، ویراستار. فرهنگ ادبیات فارسی‌. تهران: فرهنگ نشر نو و انتشارات معین. شابک ۹۷۸-۹۶۴-۷۴۴۳-۴۱-۸.